# Ljungbyån
Ljungbyån este o arie protejată (arie specială de conservare — SAC, sit de importanță comunitară — SCI) din Suedia întinsă pe o suprafață de 56,8 ha, integral pe uscat.

## Localizare
Centrul sitului Ljungbyån este situat la coordonatele 56°46′09″N 16°02′29″E / 56.7692°N 16.0414°E.

## Înființare
Situl Ljungbyån a fost declarat sit de importanță comunitară în ianuarie 2002 pentru a proteja 1 specie de plante. Situl a fost protejat și ca arie specială de conservare în martie 2011.

## Biodiversitate
Situată în ecoregiunea boreală, aria protejată conține 2 habitate naturale: Mlaștini turboase de tranziție și turbării mișcătoare, Cursuri de apă de la nivel de câmpie la nivel montan, cu vegetație Ranunculion fluitantis și Callitricho-Batrachion.
La baza desemnării sitului se află o specie protejată de  plante: Dichelyma capillaceum.